# Desejo Proibido
Desejo Proibido (Désir interdit) est une telenovela brésilienne en 154 épisodes de 45 minutes diffusé entre le 5 novembre 2007 et le 2 mai 2008 sur Rede Globo.
Cette série est inédite dans les pays francophones.

## Distribution
- Murilo Rosa : Miguel
- Fernanda Vasconcellos : Laura Dias
- Letícia Sabatella : Ana de Castro
- Alexandre Borges (pt) : Dr Escobar
- Daniel de Oliveira (pt) : Henrique Jordão
- José de Abreu : Chico Fernandes (Francisco Fernandes)
- Marcos Caruso (pt) : Padre Inácio Gouveia
- Cláudio Marzo : Lázaro Simões
- Othon Bastos (pt) : Cebíade (Alcebíades Patápio)
- Roberto Bomfim (pt) : Dioclécio
- Camila Rodrigues (pt) : Guilhermina Mendonça
- Pedro Paulo Rangel (pt) : Galileu Botiquário
- Jandira Martini : Dona Guará
- Emílio Orciollo Netto (pt) : Argemiro Borges Patápio
- Eliana Fonseca (pt) : Dona Puzerinha (Pureza Borges Patápio)
- Luiz Carlos Tourinho (pt) : Nezinho
- Fernanda Paes Leme : Teresa Mendonça
- Caio Junqueira : Dr Gaspar
- Grazi Massafera : Florinda Cardoso Palhares
- Rodrigo Lombardi : Ciro Feijó
- Letícia Birkheuer : Raquel
- Paulo César Grande (pt) : Valdenor
- Sthefany Brito (pt) : Dulcina Botiquário
- Pedro Neschling (pt) : Diogo Botiquário
- Thaís Garayp (pt) : Iraci de Castro
- Osvaldo Mil (pt) : Germano
- Ana Lima (pt) : Eulália Palhares Patápio
- Cosme dos Santos (pt) : Faustino
- Marcélia Cartaxo : Tonha (Antonieta)
- Nando Cunha (pt) : Soldado Brasil
- Mary Sheila (pt) : Cidinha (Maria Aparecida Conceição da Penha)
- Gilberto Hernandez : Dr Amilcar Noronha
- Bruna Marquezine : Maria Augusta Mendonça
- Júlia Mattos (pt) : Elisa Borges Patápio
- Leonardo Rocha (pt) : Jacinto Borges Patápio
- Orã Figueiredo (pt) : Camaleão
- Cinara Leal (pt) : Doralice
- André Arteche : Clemente
- Miguel de Oliveira : Tonico
- Thiago Martins (pt) : Lídio
- Eva Wilma (pt) : Cândida Novaes de Toledo

## Diffusion internationale
- Rede Globo (2007-2008)
- SIC (2008)
- Televen (2008)
- Teletica (2009)
- STV (2010)
- Canal 9 (2010)
- SNT (2010)
- La Red (2010-2011)
- Bolivisión (2011)
- Azteca 7 (2008-2009)
- Telemundo (2009)
- LaTele (2011 / 2014)

### Sources
- (pt) Cet article est partiellement ou en totalité issu de l’article de Wikipédia en portugais intitulé « Desejo Proibido » (voir la liste des auteurs).